# ジロ・ディ・サルデーニャ
ジロ・ディ・サルデーニャ(Giro di Sardegna)はイタリア・サルデーニャ島を舞台にして2月下旬に行われる自転車プロロードレースのステージレース。

## 概要
1958年創設。過去の優勝者にはリック・ファン・ローイやジャック・アンクティル、エディ・メルクスなど錚々たる顔ぶれが並ぶ。
1979年以降は度々中止され、1998年からは長らく開催されていなかったが、2009年は12年ぶりに開催された。現在はUCIヨーロッパツアーの2.1カテゴリーに位置づけられている。
資金難のため、2012年以降、開催されていない。

## 歴代優勝者
| 年   | 優勝者                   | 国       |
| ---- | ------------------------ | -------- |
| 1958 | アントナン・ローラン     | フランス |
| 1959 | リック・ファン・ローイ   | ベルギー |
| 1960 | ヨー・デロー             | オランダ |
| 1961 | エミール・ダーム         | ベルギー |
| 1962 | リック・ファン・ローイ   | ベルギー |
| 1963 | アルナルド・パンビアンコ | イタリア |
| 1964 | ビットリオ・アドルニ     | イタリア |
| 1965 | リック・ファン・ローイ   | ベルギー |
| 1966 | ジャック・アンクティル   | フランス |
| 1967 | ルチアーノ・アルマーニ   | イタリア |
| 1968 | エディ・メルクス         | ベルギー |
| 1969 | クラウディオ・ミケロット | イタリア |
| 1970 | パトリック・セルキュ     | ベルギー |
| 1971 | エディ・メルクス         | ベルギー |
| 1972 | マリーノ・バッソ         | イタリア |
| 1973 | エディ・メルクス         | ベルギー |
| 1974 | リック・ファンリンデン   | ベルギー |

| 年        | 優勝者                   | 国         |
| --------- | ------------------------ | ---------- |
| 1975      | エディ・メルクス         | ベルギー   |
| 1976      | ロジェ・デフラミンク     | ベルギー   |
| 1977      | フレディ・マルテンス     | ベルギー   |
| 1978      | ヌット・ヌードセン       | ノルウェー |
| 1979      | 中止                     |            |
| 1980      | グレゴール・ブラウン     | 西ドイツ   |
| 1981      | 中止                     |            |
| 1982      | ジュゼッペ・サローニ     | イタリア   |
| 1983      | グレゴール・ブラウン     | 西ドイツ   |
| 1984-1995 | 中止                     |            |
| 1996      | ガブリエーレ・コロンボ   | イタリア   |
| 1997      | ロベルト・ペティート     | イタリア   |
| 1998-2008 | 中止                     |            |
| 2009      | ダニエーレ・ベンナーティ | イタリア   |
| 2010      | ロマン・クロイツィガー   | チェコ     |
| 2011      | ペーター・サガン         | スロバキア |
| 2012      | 中止                     |            |